# Ochodaeus nurestanicus
Ochodaeus nurestanicus es una especie de coleóptero de la familia Ochodaeidae.

## Distribución geográfica
Habita en Afganistán.